# Аллея имени Алисы Селезнёвой
Алле́я и́мени Али́сы Селезнёвой — рябиновая аллея в Москве на территории парка Дружбы, посвящённая Алисе Селезнёвой — героине книг Кира Булычёва из серии «Приключения Алисы» и ряда их экранизаций.

## История и местоположение
Аллея была высажена 6 октября 2001 года группой энтузиастов — посетителей интернет-сайта mielofon.ru, официального сайта фильма Гостья из будущего. Гранитный камень с бронзовой табличкой был установлен чуть позже — 20 октября. Больше трети необходимой суммы на создание внёс неизвестный русский американец под ником Навигатор. Другой русский американец по имени Дмитрий Шулындин нарисовал эскиз бронзовой таблички.
Рябины сажали профессионалы из Общества охраны природы, на закладке аллеи присутствовал Кир Булычёв, Наталия Мурашкевич и её муж Денис Мурашкевич. Существует традиция, зародившаяся по предложению Кира Булычёва: ежегодно собирать урожай ягод рябины и делать из этих ягод настойку под названием «Алисовка».
Аллея находится в Москве возле станции метро «Речной вокзал», на территории парка Дружбы рядом со скульптурой «Дружба континентов», пролегает вдоль берега пруда. Московский комсомолец об аллее:
Недалеко от Речного вокзала — в парке Дружбы — появилась единственная в мире аллея, названная в честь героини фильма. 25 рябин и гранитный камень с металлической табличкой, где выгравирована надпись: «Аллея имени Алисы Селезнёвой». Эти деревья посадили поклонники «Гостьи из будущего», приехавшие из разных стран, а также Наталия Мурашкевич и её муж Денис и их дочь Алеся. На посадку деревьев, конечно, позвали и Игоря Всеволодовича Можейко (Кир Булычёв), который был счастлив, и то ли в шутку, то ли всерьёз предлагал ещё сделать рябиновую настойку и назвать её именем Алисы или «Селезнёвкой».
Годовщина посадки Аллеи отмечается ежегодно в первую субботу октября. За рябинами аллеи ухаживают волонтёры: на это требуется примерно 30 000 рублей в год — на садовый инструмент, удобрения, средства от вредителей и болезней, садовый вар, кисти, побелку и прочее.

## Памятный камень
Перед аллеей установлен памятный камень, представляющий собой наполовину врытый в землю вертикальный гранитный валун, на котором закреплена металлическая табличка с названием аллеи, датой её заложения и стилизованным рисунком с изображением Алисы и птицы Говоруна на её плече. Изображение Алисы на рисунке имеет большое портретное сходство с Алисой из телефильма «Гостья из будущего» в исполнении Наташи Гусевой (Мурашкевич).